# Улица Симановского
Улица Симановского — улица в историческом центре Костромы. Лучом, подобно улицам Ленина, Свердлова, Советской, Шагова, проспектам Мира и Текстильщиков, отходит от Сусанинской площади, идёт на северо-запад до улицы Ерохова.

## История
Обозначена на плане Костромы 1784 года как Костромская улица. Как ведущая к Богоявленскому монастырю называлась также Богоявленской.
Современное название в честь Григория Алексеевича Симановского (1892—1918), рабочего, члена РСДРП с 1912 года, активного участника октябрьских боев 1917 года в Москве, комиссара Костромского советского полка, погибшего при подавлении ярославского мятежа в июле 1918 года.
С 1904 года 12-летний Григорий работал в находившейся в начале улицы типографии Азерского учеником наборщика. Имя Симановского присвоено улице в первую годовщину Октябрьской революции 1917 года.

## Достопримечательности
д. 10 — Музей театрального костюма

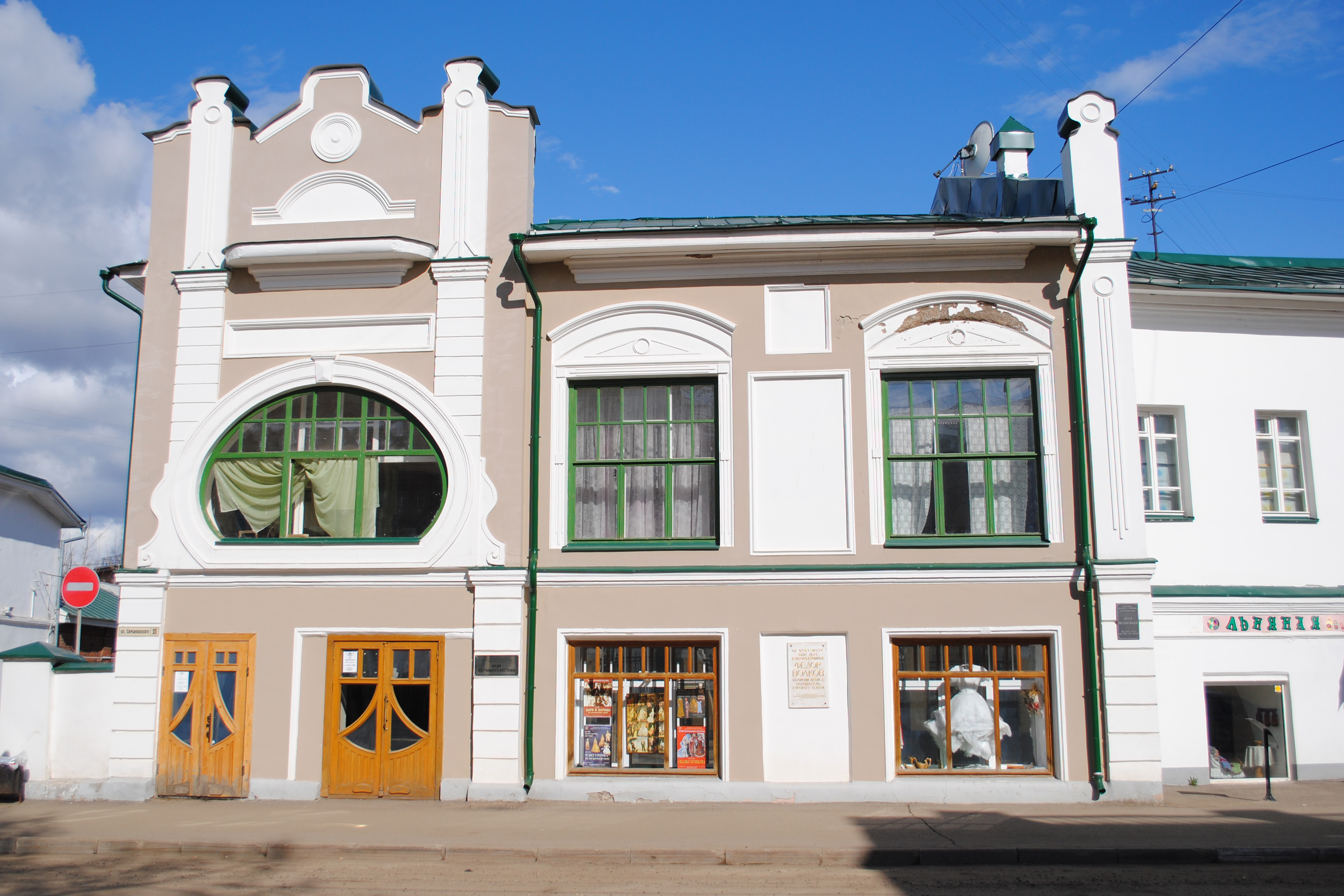
д. 10. Мемориальная доска Фёдору Волкову

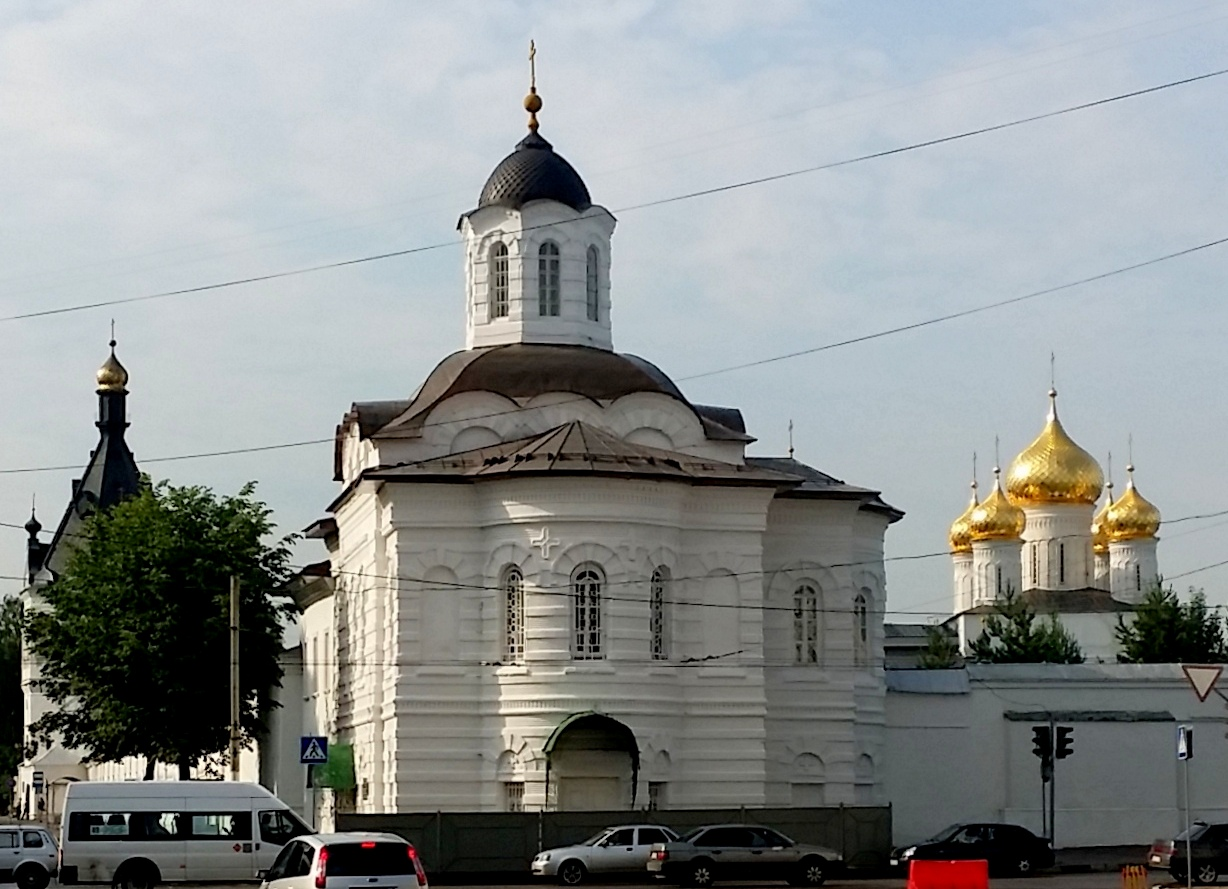
Богоявленско-Анастасиин монастырь

д. 11 — Резиденция Российской Снегурочки
д. 14 — бывший дом Стожарова
д. 26 — Богоявленско-Анастасиин монастырь
д. 26А — Церковь Смоленской иконы Божией Матери в Богоявленском-Анастасиином монастыре

## Известные жители
Фёдор Волков (мемориальная доска на д. 10)
д. 14 — В. Ф. Стожаров (мемориальная доска)